# Drużynowe Mistrzostwa Świata Par Strongman
Drużynowe Mistrzostwa Świata Par Strongman - (World's Strongest Team) doroczne, drużynowe mistrzostwa świata siłaczy, rozgrywane w zespołach złożonych z dwóch zawodników, reprezentujących ten sam kraj. Mistrzostwa są organizowane od 1987 r.

## Drużynowi Mistrzowie Świata Par Strongman
| Rok  | Zawodnicy                             | Kraj              | Miejsce zawodów      |
| ---- | ------------------------------------- | ----------------- | -------------------- |
| 1987 | Geoff Capes, Mark Higgins             | Anglia            | ?                    |
| 1988 | Bill Kazmaier, Stuart Thompson        | Stany Zjednoczone | ?                    |
| 1989 | Hjalti Arnason, Magnús Ver Magnússon  | Islandia          | ?                    |
| 1990 | Bill Kazmaier, O.D. Wilson            | Stany Zjednoczone | ?                    |
| 1991 | nieznani                              |                   |                      |
| 1992 | nieznani                              |                   |                      |
| 1993 | nieznani                              |                   |                      |
| 1994 | nieznani                              |                   |                      |
| 1995 | nieznani                              |                   |                      |
| 1996 | nieznani                              |                   |                      |
| 1997 | Jouko Ahola, Riku Kiri                | Finlandia         | Vaasa, Finlandia     |
| 1998 | Berend Veneberg, Wout Zijlstra        | Holandia          | Hardenberg, Holandia |
| 1999 | Jouko Ahola, Janne Virtanen           | Finlandia         | Panyu, Chiny         |
| 2000 | Pasi Paavisto, Janne Virtanen         | Finlandia         | Węgry                |
| 2001 | Juha-Matti Räsänen, Janne Virtanen    | Finlandia         | Gdynia, Polska       |
| 2002 | Juha-Matti Räsänen, Janne Virtanen    | Finlandia         | Heerenveen, Holandia |
| 2003 | Jarosław Dymek, Mariusz Pudzianowski  | Polska            | Pecz, Węgry          |
| 2004 | Jarosław Dymek, Mariusz Pudzianowski  | Polska            | Płock, Polska        |
| 2005 | Mariusz Pudzianowski, Sławomir Toczek | Polska            | Poznań, Polska       |
| 2006 | Edwin Hakvoort, Jarno Hams            | Holandia          | Sárvár, Węgry        |
| 2007 | Vidas Blekaitis, Žydrūnas Savickas    | Litwa             | Wilno, Litwa         |
| 2014 | Brian Shaw, Dave Ostlund              | Stany Zjednoczone | Stoke, Anglia        |
| 2017 | Žydrūnas Savickas, Vytautas Lalas     | Litwa             | Stoke, Anglia        |

## Polacy w Drużynowych Mistrzostwach Świata Par Strongman
Polacy zadebiutowali na Drużynowych Mistrzostwach Świata Par Strongman w 1999 r.
| Rok  | Zawodnicy                               | Miejsce |
| ---- | --------------------------------------- | ------- |
| 1999 | Jarosław Dymek, Mariusz Pudzianowski    | 3.      |
| 2000 | Jarosław Dymek, Mariusz Pudzianowski    | 2.      |
| 2001 | Jarosław Dymek, Ireneusz Kuraś          | 2.      |
| 2002 | Jarosław Dymek, Mariusz Pudzianowski    | 3.      |
| 2003 | Jarosław Dymek, Mariusz Pudzianowski    | 1.      |
| 2004 | Jarosław Dymek, Mariusz Pudzianowski    | 1.      |
| 2005 | Mariusz Pudzianowski, Sławomir Toczek   | 1.      |
| 2007 | Artur Patyk, Robert Szczepański         | 7.      |
| 2017 | Grzegorz Szymański, Mateusz Ostaszewski | 3.      |